# Lövlund, Finspångs kommun
Lövlund är en småort i Risinge socken i Finspångs kommun i Östergötlands län.